# Rimator malacoptilus
Rimator malacoptilus е вид птица от семейство Pellorneidae.

## Разпространение
Видът е разпространен в Индия, Китай, Мианмар и Непал.